# Tau Canis Majoris
Désignations
Tau Canis Majoris (τ CMa / τ Canis Majoris) est une étoile multiple spectroscopique et à éclipses de quatrième magnitude de la constellation du Grand Chien. C'est l'étoile la plus brillante de l'amas ouvert NGC 2362, découvert par Giovanni Battista Hodierna en 1654. Elle se trouve à environ 1 570 pc (∼5 120 al) de la Terre.

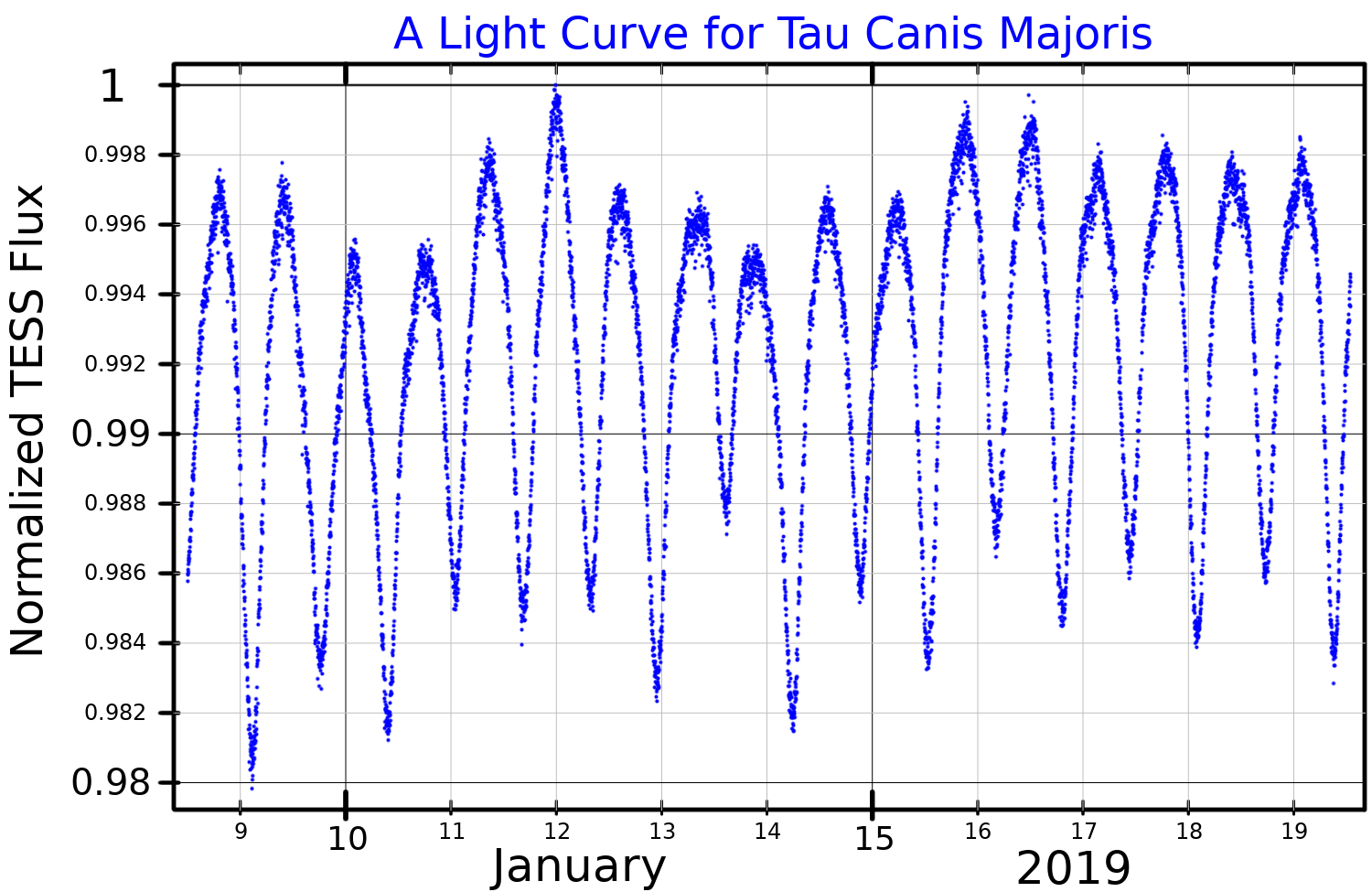
Courbe de lumière de Tau Canis Majoris, réalisée à partir des données du satellite TESS.

Tau Canis Majoris est un système d'étoiles quintuple. L'étoile la plus brillante est formée d'une paire d'étoiles de magnitude 4,9 et 5,3 séparées par 233 ua, autour de laquelle orbite une étoile de 10e magnitude à plus de 13 000 ua. L'étoile la plus brillante de la paire est elle-même double (deux étoiles distantes d'environ 9 ua sur une période de 155 jours), et l'une de ces deux étoiles possède également un compagnon proche, puisqu'il en fait le tour en 1,28 jour à la distance de 0,1 ua seulement.
Tau Canis Majoris est une étoile variable de type Beta Lyrae avec une période de 1,28 jours. Son étoile la plus brillante est classée comme une géante lumineuse bleue de type spectral O9II.